# Babe.
『Babe.』（ベイブ）は、阿部真央の7枚目のオリジナルアルバム。2017年2月15日にポニーキャニオンから発売された。

## 概要
オリジナルアルバムとしては『おっぱじめ!』以来約2年ぶり。また、出産後初のアルバムということで、自身が経験した「出産」や作品を「生み出す」などの意味合いが込められており、母になった時の心情を綴った楽曲が収録されている。
シングル「You changed my life」、「Don't let me down」、「女たち」の3曲のシングル曲を始めとする全13曲を収録。
本作はCDのみの通常盤と、Loppi・HMV限定盤の2形態で発売されている。Loppi・HMV限定盤にはDVDが付属し、シングル3曲とアルバムのリード曲「母である為に」「逝きそうなヒーローと糠に釘男」のミュージック・ビデオなどが収録されている。
13曲目の「背中」が終わってしばらくすると、隠しトラック「かしこみかしこみ」が収録されている。
リリース前の2017年1月17日から、「愛みたいなもの」、「逝きそうなヒーローと糠に釘男」の2曲オンエア解禁となり、「愛みたいなもの」が1月17日 - 23日の期間で全国のローソン店内で1週間オンエアされた。
2017年2月4日にアルバム全曲のダイジェスト映像と、「母である為に」、「逝きそうなヒーローと糠に釘男」のミュージックビデオが公開された
。

## 収録曲
| 全作詞・作曲: 阿部真央。 |                                  |          |            |            |
| #                        | タイトル                         | 作詞     | 作曲・編曲 | 編曲       |
| 1.                       | 「愛みたいなもの」               | 阿部真央 | 阿部真央   | 小林信吾   |
| 2.                       | 「逝きそうなヒーローと糠に釘男」 | 阿部真央 | 阿部真央   | akkin      |
| 3.                       | 「Don't let me down」            | 阿部真央 | 阿部真央   | akkin      |
| 4.                       | 「You Said Goodbye」             | 阿部真央 | 阿部真央   | akkin      |
| 5.                       | 「母である為に」                 | 阿部真央 | 阿部真央   | 和田健一郎 |
| 6.                       | 「この時を幸せと呼ぼう」         | 阿部真央 | 阿部真央   | akkin      |
| 7.                       | 「You changed my life」          | 阿部真央 | 阿部真央   | 飯塚啓介   |
| 8.                       | 「Hello, Brand New Days」        | 阿部真央 | 阿部真央   | 十川ともじ |
| 9.                       | 「バイバイ」                     | 阿部真央 | 阿部真央   | 和田健一郎 |
| 10.                      | 「gasp」                         | 阿部真央 | 阿部真央   | 阿部真央   |
| 11.                      | 「POSE」                         | 阿部真央 | 阿部真央   | akkin      |
| 12.                      | 「女たち」                       | 阿部真央 | 阿部真央   | akkin      |
| 13.                      | 「背中」                         | 阿部真央 | 阿部真央   | 阿部真央   |

| #  | タイトル                                     | 作詞 | 作曲・編曲 |
| -- | -------------------------------------------- | ---- | ---------- |
| 1. | 「You changed my life Music Video」          |      |            |
| 2. | 「Don't let me down Music Video」            |      |            |
| 3. | 「女たち Music Video」                       |      |            |
| 4. | 「母である為に Music Video」                 |      |            |
| 5. | 「逝きそうなヒーローと糠に釘男 Music Video」 |      |            |
| 6. | 「あべまおらじお ～超超番外編～」            |      |            |
| 7. | 「特別企画!阿部真央の知らない「女たち」」    |      |            |

## 演奏
- 阿部真央
  - Vocal
  - Acoustic Guitar (#2.3.6.9-13)
  - Hand Clap (#7.9.12)
  - Vibraslap (#9)
  - Background Vocals (#4.7.8.12)
- 島村英二：Drums (#1)
- 大神田智彦：Acoustic Bass (#1)
- 小林信吾：Acoustic Piano & Programming (#1)
- 古川望：Acoustic Guitar & Electric Guitar (#1)
- 弦一徹：Violin (#1)
- 内田佳宏：Cello (#1)
- 國分建臣：Drums (#2.4)
- 高間有一
  - Bass (#2.4.6-11)
  - Hand Clap (#7.9)
- akkin
  - Electric Guitar (#2.3.4.6.10.11.12)
  - Acoustic Guitar (#4)
  - Programming (#4.6.11)
- 佐野康夫：Drums (#3)
- OKP-STAR (Aqua Timez)：Bass (#3.12)
- 和田健一郎
  - Acoustic Guitar (#5.7)
  - Electric Guitar, Hand Clap (#7.9)
- 小寺秀樹：Pro Tools Operator (#5.7.8.9.10.13)
- 吉田佳史 (TRICERATOPS)：Drums (#6.11.12)
- 小関純匡：Drum Tech (#6.11)
- 山下政人：Cajon Drums & Percussions (#7)
- 飯塚啓介：Keyboards, Tambourine, Hand Clap & Programming (#7)
- 中野努：Hand Clap (#7.12)
- 白根佳尚：Drums (#8)
- 黒田晃年：Electric Guitar & Mandolin (#8)
- 十川ともじ：Keyboards & Programming (#8)
- 原治武：Drums, Tambourine & Hand Clap (#9)
- 有松益男：Drums (#10)
- 皆川真人：Acoustic Piano (#12)
- 向井諒：Drum Tech (#12)